# フィリップ・ヴヤノヴィッチ
フィリップ・ヴヤノヴィッチ（モンテネグロ語:Filip Vujanović / Филип Вујановић、1954年9月1日 - ）は、モンテネグロの政治家。同国がセルビア・モンテネグロから独立する以前より大統領やその代行、首相を歴任した。

## 経歴
ベオグラードで生まれ育ち、ベオグラード大学法学部を卒業した。1978年から1981年までベオグラード市内の裁判所に勤め、その後はベオグラード地方裁判所で助手として勤めた。1981年、27歳の時にポドゴリツァに移った。ポドゴリツァ地方裁判所で秘書として短期間勤めた後、1993年3月に政界入りするまでは弁護士の仕事をしていた。ヴヤノヴィッチは1998年2月5日から2002年11月5日までモンテネグロ共和国の首相を務めた。直後の2002年11月25日から2003年5月19日まで大統領代行、同年5月22日に大統領に就任。2006年の独立後も大統領職にとどまり、2018年まで務めた。